# USAC-Saison 1980
Die USAC-Saison 1980 war die 59. Meisterschaft im US-amerikanischen Formelsport. Sie begann am 13. April in Ontario und endete am 13. Juli in Lexington.

## Hintergrund
Im Frühjahr 1980 legten die USAC (US-amerikanischer Formel-Meisterschaft) und die neugeschaffene CART-Serie (Championship Auto Racing Teams) den Terminplan fest. Geplant waren 12 Meisterschaftsläufe, schlussendlich wurden aber für die USAC-Meisterschaft nur fünf Rennen gewertet, wegen Meinungsverschiedenheiten zwischen den beiden Organisationen. Die restlichen sieben Läufe übernahm die CART-Serie allein.

## Saisonverlauf
Drei der fünf Meisterschaftsläufen gewann Johnny Rutherford, darunter auch das Indianapolis-500-Rennen. Die beiden restlichen Austragungen gingen an Bobby Unser, der in der Meisterschaftstabelle den dritten Platz belegte hinter Tom Sneva und dem Meisterschaftsgewinner Rutherford.

## Statistik

### Rennergebnisse
| Nr.                                   | Datum         | Rennen                             | Länge (mi) | Rennstrecke                        | Pole Position     | Gewinner          |
| ------------------------------------- | ------------- | ---------------------------------- | ---------- | ---------------------------------- | ----------------- | ----------------- |
| 1                                     | 13. April     | Datsun Twin 200                    | 200        | Ontario Motor Speedway             | Johnny Rutherford | Johnny Rutherford |
| 2                                     | 26. Mai       | 500 Mile International Sweepstakes | 500        | Indianapolis Motor Speedway        | Johnny Rutherford | Johnny Rutherford |
| 3                                     | 8. Juni       | Gould Rex Mays Classic             | 150        | Wisconsin State Fair Park Speedway | Gordon Johncock   | Bobby Unser       |
| 4                                     | 22. Juni      | True Value 500                     | 500        | Pocono International Raceway       | Bobby Unser       | Bobby Unser       |
| 5                                     | 13. Juli      | Red Roof Inns 150                  | 150        | Mid-Ohio Sports Car Course         | Al Unser          | Johnny Rutherford |
| Rennen die nur zur CART-Serie zählten |               |                                    |            |                                    |                   |                   |
| NC                                    | 20. Juli      | Norton 200                         | 200        | Michigan International Speedway    | Bobby Unser       | Johnny Rutherford |
| NC                                    | 3. August     | Kent Oil 150                       | 150        | Watkins Glen International         | Al Unser          | Bobby Unser       |
| NC                                    | 10. August    | Tony Bettenhausen 200              | 200        | Wisconsin State Fair Park Speedway | Johnny Rutherford | Johnny Rutherford |
| NC                                    | 31. August    | California 500                     | 500        | Ontario Motor Speedway             | Bobby Unser       | Bobby Unser       |
| NC                                    | 20. September | Gould Grand Prix                   | 150        | Michigan International Speedway    | Mario Andretti    | Mario Andretti    |
| NC                                    | 26. Oktober   | I Copa México 150                  | 150        | Autódromo Hermanos Rodríguez       | Bobby Unser       | Rick Mears        |
| NC                                    | 8. November   | Miller High Life 150               | 150        | Phoenix International Raceway      | Mario Andretti    | Tom Sneva         |

### Fahrer-Meisterschaft
| Pos. | Fahrer                | Punkte |
| ---- | --------------------- | ------ |
| 1    | Johnny Rutherford     | 2740   |
| 2    | Tom Sneva             | 1970   |
| 3    | Bobby Unser           | 1334   |
| 4    | Gordon Johncock       | 1330   |
| 5    | Pancho Carter         | 1078   |
| 6    | Bill Alsup            | 990    |
| 7    | Rick Mears            | 766    |
| 8    | Gary Bettenhausen     | 726    |
| 9    | Sheldon Kinser        | 345    |
| 10   | Danny Ongais          | 330    |
| 11   | Howdy Holmes          | 266    |
| 12   | Tom Bigelow           | 250    |
| 13   | Spike Gehlhausen      | 245    |
| 14   | Tom Bagley            | 220    |
| 15   | Tim Richmond          | 205    |
| 16   | Larry Cannon          | 205    |
| 17   | Roger Mears           | 180    |
| 18   | Gordon Smiley         | 170    |
| 19   | Billy Engelhart       | 170    |
| 20   | Vern Schuppan         | 150    |
| 21   | Lee Kunzman           | 150    |
| 22   | Greg Leffler          | 150    |
| 23   | Tom Gloy              | 120    |
| 24   | Jerry Sneva           | 120    |
| 25   | Herm Johnson          | 116    |
| 26   | Dick Ferguson         | 105    |
| 27   | Roger Rager           | 100    |
| 28   | Cliff Hucul           | 90     |
| 29   | Bill Vukovich II      | 65     |
| 30   | Jan Sneva             | 60     |
| 31   | Rick Muther           | 57     |
| 32   | Jerry Karl            | 54     |
| 33   | Phil Caliva           | 50     |
| 34   | Al Unser              | 49     |
| 35   | A. J. Foyt            | 45     |
| 36   | Ron Shuman            | 40     |
| 37   | Mario Andretti        | 40     |
| 38   | Dick Simon            | 38     |
| 39   | Dennis Firestone      | 30     |
| 40   | John Martin           | 28     |
| 41   | Mike Mosley           | 28     |
| 42   | John Wood             | 25     |
| 43   | Don Whittington       | 25     |
| 44   | George Snider         | 25     |
| 45   | Jim McElreath         | 25     |
| 46   | Bill Tempero          | 22     |
| 47   | Joe Saldana           | 19     |
| 48   | Phil Threshie         | 15     |
| 49   | Johnny Parsons        | 10     |
| 50   | Billie Harvey         | 6      |
| 51   | John Mahler           | 6      |
| 52   | Bill Whittington      | 5      |
| 53   | Al Loquasto           | 5      |
| 54   | Tony Bettenhausen Jr. | 5      |
| -    | Hurley Haywood        | 0      |
| -    | Pete Halsmer          | 0      |
| -    | Ross Davis            | 0      |
| -    | Bob Frey              | 0      |
| -    | Janet Guthrie         | 0      |
| -    | Buddie Boys           | 0      |
| -    | Rich Vogler           | 0      |
| -    | Bob Harkey            | 0      |
| -    | Dana Carter           | 0      |
| -    | Larry Dickson         | 0      |
| -    | Tom Frantz            | 0      |
| -    | Jim Hurtubise         | 0      |
| -    | Bill Puterbaugh       | 0      |
| -    | Salt Walther          | 0      |
| -    | Frank Weiss           | 0      |
| -    | Bruce Hill            | 0      |
| -    | Milt Harper           | 0      |